# Георгій Йомов
Георгій Йомов (болг. Георги Йомов, нар. 6 липня 1997, Софія) — болгарський футболіст, півзахисник клубу ЦСКА (Софія) і національної збірної Болгарії.

## Клубна кар'єра
Народився 6 липня 1997 року в Софії. Вихованець юнацьких команд софійський клубів «Левскі» і «Славії».
У дорослому футболі дебютував 2016 року виступами за головну команду «Славії», в якій провів чотири сезони, взявши участь у 109 матчах чемпіонату.  Більшість часу, проведеного у складі софійської «Славії», був основним гравцем команди, а 2018 року допоміг їй здобути Кубка Болгарії.
До складу клубу ЦСКА (Софія) приєднався 2020 року. Станом на 5 вересня 2021 року відіграв за армійців з Софії 27 матчів в національному чемпіонаті.

## Виступи за збірні
2012 року дебютував у складі юнацької збірної Болгарії (U-17), загалом на юнацькому рівні взяв участь у 8 іграх, відзначившись 4 забитими голами.
Протягом 2017–2018 років залучався до складу молодіжної збірної Болгарії. На молодіжному рівні зіграв у 5 офіційних матчах.
Восени 2020 року дебютував в офіційних матчах у складі національної збірної Болгарії.
| Дата       | Місто     | Господарі         | Результат | Гості     | Турнір                               | Голи | Примітки |
| ---------- | --------- | ----------------- | --------- | --------- | ------------------------------------ | ---- | -------- |
| 8-10-2020  | Софія     | Болгарія          | 1 – 3     | Угорщина  | Відбір до ЧЄ 2020                    | -    | 31'      |
| 11-10-2020 | Гельсінкі | Фінляндія         | 2 – 0     | Болгарія  | Ліга націй УЄФА 2020-2021 - 1-й етап | -    |          |
| 14-10-2020 | Софія     | Болгарія          | 0 – 1     | Уельс     | Ліга націй УЄФА 2020-2021 - 1-й етап | -    |          |
| 11-11-2020 | Софія     | Болгарія          | 3 – 0     | Гібралтар | товариський матч                     | 1    | 78'      |
| 25-3-2021  | Софія     | Болгарія          | 1 – 3     | Швейцарія | Відбір до ЧС 2022                    | -    | 70'      |
| 31-3-2021  | Белфаст   | Північна Ірландія | 0 – 0     | Болгарія  | Відбір до ЧС 2022                    | -    | 72'      |
| 2-9-2021   | Флоренція | Італія            | 1 – 1     | Болгарія  | Відбір до ЧС 2022                    | -    | 31' 46'  |
| 5-9-2021   | Софія     | Болгарія          | 1 – 0     | Литва     | Відбір до ЧС 2022                    | -    | 76'      |
| Усього     |           | Матчів            | 8         |           | Голів                                | 1    |          |

## Титули і досягнення
- Володар Кубка Болгарії (2):

«Славія» (Софія): 2017-2018
ЦСКА (Софія): 2020-2021